# Johann Georg Wagner (Jurist)
Johann Georg Wagner (* 16. April 1790 in Eschwege; † 20. Juni 1868 in Marburg), zweiter Vorname auch George, war ein kurhessischer Jurist und Historiker. Er war in verschiedenen Funktionen, zuletzt als Richter, an kurhessischen Gerichten tätig. Von ihm stammt eine monografische Darstellung der Gerichtsverfassung und der Gerichtsverfahren in diesem Bundesstaat, die insgesamt viermal aktualisiert neu aufgelegt wurde. In seinen späteren Lebensjahren publizierte er eine Reihe von lokalhistorischen Werken. Die umfangreichste Quelle zu seinem Leben ist seine 1863 veröffentlichte zwölfseitige autobiografische Notiz, die der Historiker Stefan Brakensiek neben zahlreichen anderen Materialien in seiner Habilitationsschrift ausgewertet hat.

## Leben

### Familie, Herkunft, Name
Wagner war der vierte und jüngste Sohn des evangelisch-reformierten Pfarrers Johann Georg Wagner (1749–1818) und seiner Frau Katharina Louise Jakobine, geborene Schotten (1753–1808). In seine Autobiografie für die Grundlage zu einer Hessischen Gelehrten- und Schriftsteller-Geschichte hat er einen kleinen Nachruf auf seine Eltern eingebaut, der auch die Basis für den Eintrag des Vaters in der Allgemeinen Deutschen Biographie ist. Der Vater war Pfarrer, Diakon und Superintendent in verschiedenen hessen-kasselschen bzw. kurhessischen Gemeinden, so in Germerode, Eschwege, Schmalkalden und Allendorf; zur Zeit von J. G. Wagners Geburt war er Diakon und zweiter Pfarrer an der Altstädter Kirche (Marktkirche St. Dionys) in Eschwege. Die Berufswahl des Vaters entsprach gemäß Johann Georg jr. einer alten Familientradition, die bis auf die Reformationszeit zurückgehe: Alle Vorfahren väterlicherseits hätten seit dieser Zeit dem geistlichen Stand angehört. Die Mutter war Tochter eines Hauptmanns in der hessen-kasselschen Armee. Wagners ältester Bruder Friedrich wurde ebenfalls Jurist, Theodor (1786–1859), der Familientradition entsprechend, Pfarrer, ebenso Carl Leopold.
Wagner führte seine Vornamen in wechselnder Form und Schreibung. Seine erste Publikation erschien noch unter dem Namen Johann Georg Wagner, in späteren schrieb er seinen zweiten Vornamen George, schließlich wählte er Abkürzungen als J. G. Wagner oder G. Wagner, oft mit seinem akademischen oder beruflichen Titel (Dr., Landrichter).

### Erziehung und Ausbildung
Wie Wagner schreibt, erhielt er von seinen Eltern eine „höchst einfache und dabei strenge und religiöse Erziehung“. Als Kind machte er eine Pockenerkrankung durch, von der ihm zahlreiche Narben im Gesicht blieben. Nach dem Umzug der Eltern nach Schmalkalden besuchte er das dortige Lyzeum. Zunächst war für ihn eine Offizierslaufbahn vorgesehen. Ein geadelter Onkel mütterlicherseits, Major von Flies, sollte ihn adoptieren und als Fahnenjunker in sein Regiment aufnehmen. Nach der Schlacht bei Jena und Auerstedt kam dies jedoch nicht mehr infrage, da die siegreichen Franzosen Kurhessen besetzten und 1807 das kurzlebige Königreich Westphalen etablierten. „Ich ward weder in den Adelsstand erhoben noch Soldat, vielmehr bestimmt, Theologie zu studieren.“ Wagner nahm im April 1808 an der Universität Marburg ein Theologiestudium auf, doch sein Interesse an diesem Fach kühlte sich bald ab. So sattelte er im Frühjahr 1809 auf ein Jurastudium an der Universität Göttingen um, offenbar unterstützt durch seinen ältesten Bruder Friedrich, der königlicher Prokurator am Distriktgericht zu Eschwege war. Dort absolvierte er auch sein Vorbereitungsjahr, das für eine juristische Tätigkeit erforderlich war, und bestand 1812 sein Examen. Vom Militärdienst im Königreich Westphalen wurde er „zu meiner nicht geringen Freude“, wie er schreibt, wegen einer „Deformité meiner Brust“ freigestellt.

### Prokurator, Justizbeamter, Landrichter
Wagner bewarb sich nun bei dem westfälischen König Jérôme Bonaparte erfolgreich auf eine Prokuratur im Distrikt Heiligenstadt. Er heiratete im Dezember 1812 die Kaufmannstochter Louise Sell aus Allendorf, die er schon als Kind gekannt hatte; sein Vater nahm die Trauung vor. In Heiligenstadt bekamen sie im Dezember 1813 auch ihr erstes Kind, einen Sohn. Im Zuge der Auflösungserscheinungen des Königreichs Westphalen nach der Völkerschlacht bei Leipzig hoben die Wagners ihren Hausstand in Heiligenstadt auf und Wagner meldete sich im Januar 1814 freiwillig zum Militärdienst in den Befreiungskriegen. Er machte bei den kurhessischen Jägern den Frühjahrsfeldzug 1814 mit, verbrachte aber, an Typhus erkrankt, zwei Monate des Feldzugs im Lazarett.
Nach seiner Rückkehr bekam Wagner von der restaurierten kurhessischen Regierung die Genehmigung zur Advokatur (also zur Tätigkeit als Rechtsanwalt) in den Ämtern Allendorf und Witzenhausen und ab Dezember 1814 zusätzlich die Stelle des Syndikus der Stadt Allendorf an der Werra, wo sein Vater Superintendent war und wo die Wagners nun zunächst lebten. Zudem bewarb er sich 1817 erfolgreich auf die Stelle eines Aktuars beim hansteinschen Patrimonialgericht im nahe Allendorf gelegenen preußischen Wahlhausen, für die er von der kurhessischen Regierung zu Kassel eine Genehmigung erhielt. Er hätte nun gern auch die Befähigung zum Richteramt erworben und bestand 1820 ein entsprechendes Examen beim preußischen Oberlandesgericht in Halberstadt, wollte aber weiter in Kurhessen tätig sein. So ging er zunächst 1821 als Aktuar nach Netra. Eine zusätzliche Tätigkeit als Justizbeamter (also Richter an einem Gericht der untersten Ebene, einem Justizamt) und Amtsassistent wurde zunächst lediglich als Stellvertretung für einen suspendierten Beamten möglich, ab 1828 arbeitete er dort regulär als Justizbeamter des Justizamts Netra.
In Netra scheint sich Wagner nicht sonderlich wohlgefühlt zu haben. In seiner Autobiografie klagte er über das „schmutzige Netra“ im Kontrast zu dem „freundlichen Wahlhausen“, hielt fest, dass es dort weder einen Arzt noch Apotheker gegeben habe und sein „blühendes, hoffnungsvolles Töchterchen“ daher dort gestorben sei, und beschwerte sich schließlich darüber, dass er für die Zeit der Stellvertretung als Justizbeamter kein Geld erhalten habe. Jedenfalls begann er dort andere Tätigkeiten zu entfalten. Er schrieb 1822 sein erstes Buch, die Grundzüge der Gerichts-Verfassung und des processualischen Verfahrens bei den Untergerichten in Kurhessen, die unter leicht veränderten Titeln über einen  Zeitraum von 37 Jahren vier Auflagen erlebten und ihm 1827 einen Ehrendoktor der Universität Marburg einbrachten, sowie 1833 einen selbstständig publizierten Nachtrag zu diesem Werk. Ferner ließ er sich 1833 als Vertreter der Werrastädte (Eschwege, Allendorf, Großalmerode, Wanfried und Witzenhausen) in die kurhessische Ständeversammlung wählen. Freilich wurde die Wahl aufgrund des § 66 der kurhessischen Verfassung von 1831 angefochten, mit der Begründung, dass ein landesherrlicher Beamter nicht von jenen gewählt werden dürfe, auf die sich seine Amtsgewalt erstrecke. Die Mehrheit des zuständigen Ausschusses hielt seine Wahl für rechtens, doch die Ständeversammlung selbst erklärte sie letztlich für ungültig.
Wagner wurde 1834 an das Landgericht Schmalkalden versetzt und führte nun den Titel Landrichter. Er regte dort die Anlage eines Volksgartens an, der tatsächlich auch realisiert wurde. 1845 wurde er Landrichter am Landgericht Marburg. In Marburg publizierte er eifrig, zunächst eine Serie von landeshistorischen Beiträgen in der Zeitschrift des Vereins für Hessische Geschichte und Landeskunde, dann eine Geschichte der Stadt und Herrschaft Schmalkalden mit einem Überblick über die Geschichte der Grafschaft Henneberg. 1850 geriet Wagner in die Auseinandersetzungen um den kurhessischen Verfassungskonflikt, das heißt, den Versuch von Friedrich Wilhelm I. und seinem Minister Ludwig Hassenpflug, im Gefolge der gescheiterten Revolutionen 1848/1849 die relativ freiheitliche Verfassung des Kurfürstentum Hessen abzuschaffen und eine neue, autoritärere Verfassung zu oktroyieren. Wie die meisten Militärs und Justizbeamten verweigerte auch Wagner den Gehorsam gegenüber dem Landesherrn und hatte entsprechend unter der Bundesintervention der „Strafbayern“ zu leiden – auch er musste eine Einquartierung der bayerisch-österreichischen Besatzungstruppen in seiner Wohnung hinnehmen. Brakensiek spricht von einer „Abstrafung“ aus politischen Gründen. Als nach dem Verfassungskonflikt das Landgericht Marburg zum Justizamt Marburg I umgebildet wurde, versah Wagner dort die Stelle des Justizbeamten. Zudem wurde er stellvertretender Direktor des in Marburg neu gebildeten Kriminalgerichts.
1859 beantragte Wagner, mit 69 Jahren, „wegen dauernden Unwohlseins“ seine Versetzung in den Ruhestand, die 1860 schließlich gewährt wurde. In seinen letzten Lebensjahren verfasste er einen autobiografischen Abriss sowie eine Geschichte der Stadt Allendorf an der Werra, wo er, wie er im Vorwort schrieb, „die glücklichsten Jahre meines Lebens“ verbracht habe. In Schmalkalden besuchte er 1864 eine Feier und wurde dort als „Vater des Volksgartens“ geehrt. Mit 78 Jahren starb er schließlich in Marburg an Altersschwäche.

## Orte und Territorien

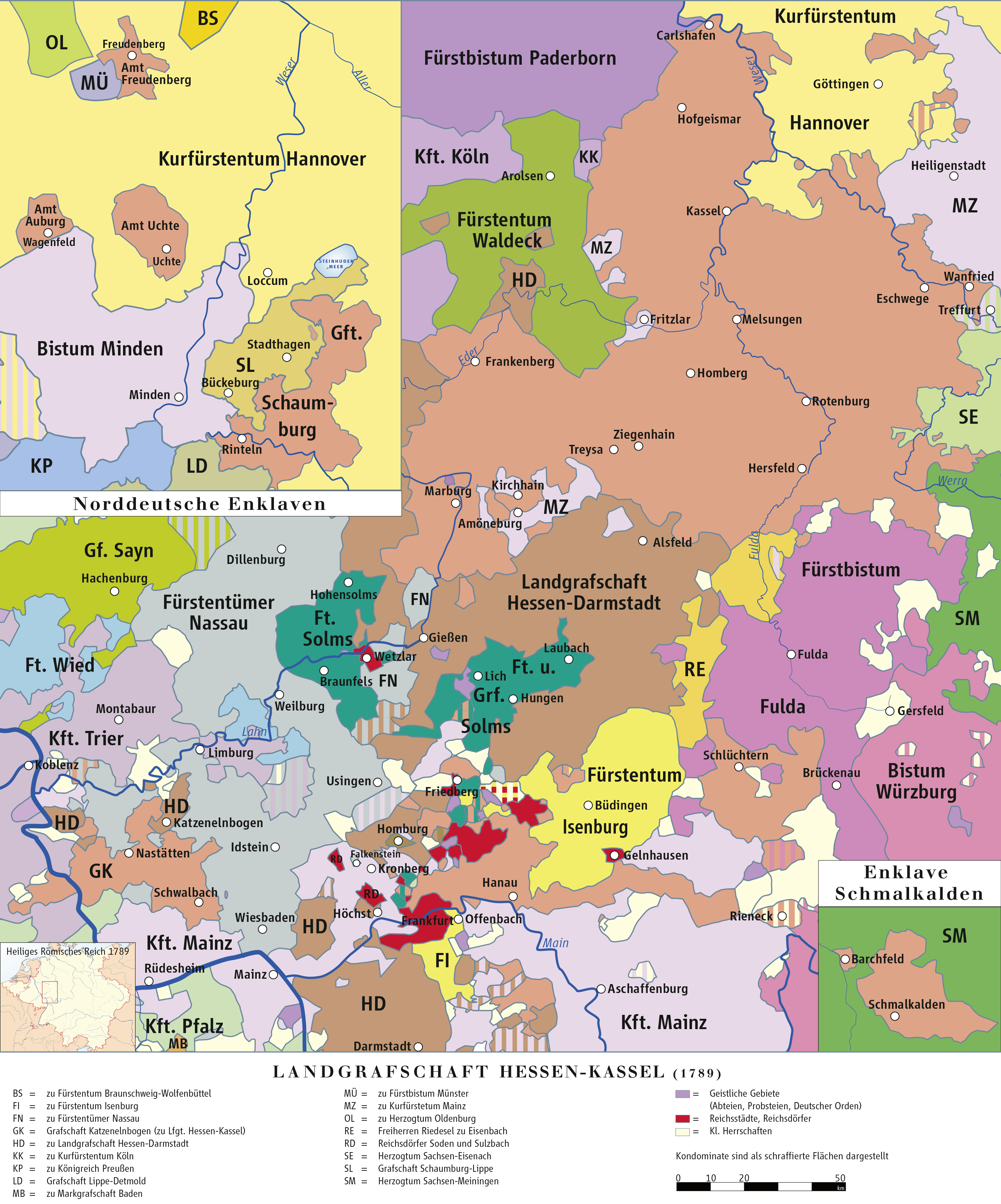
Landgrafschaft Hessen-Kassel 1789
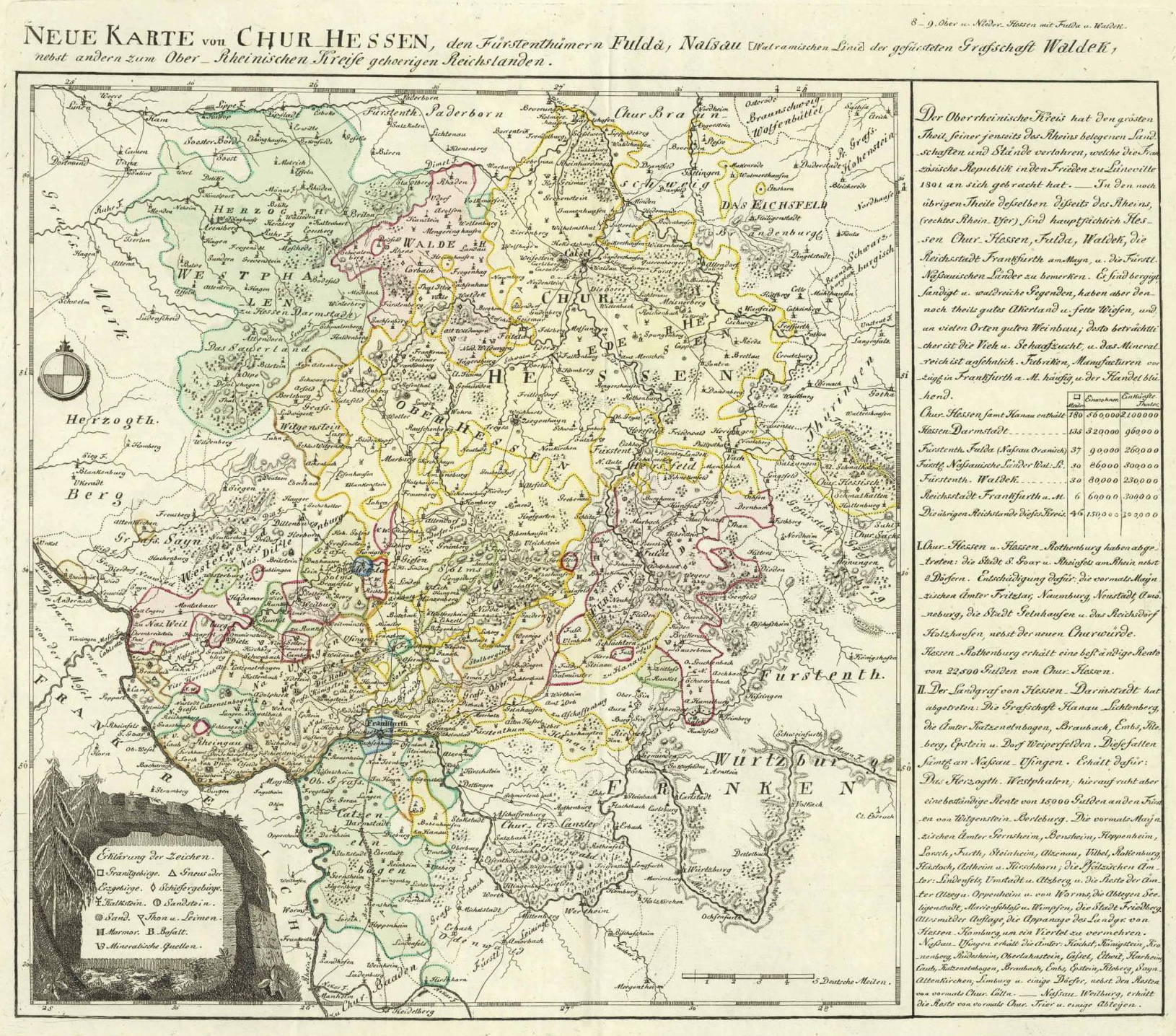
Kurhessen 1803
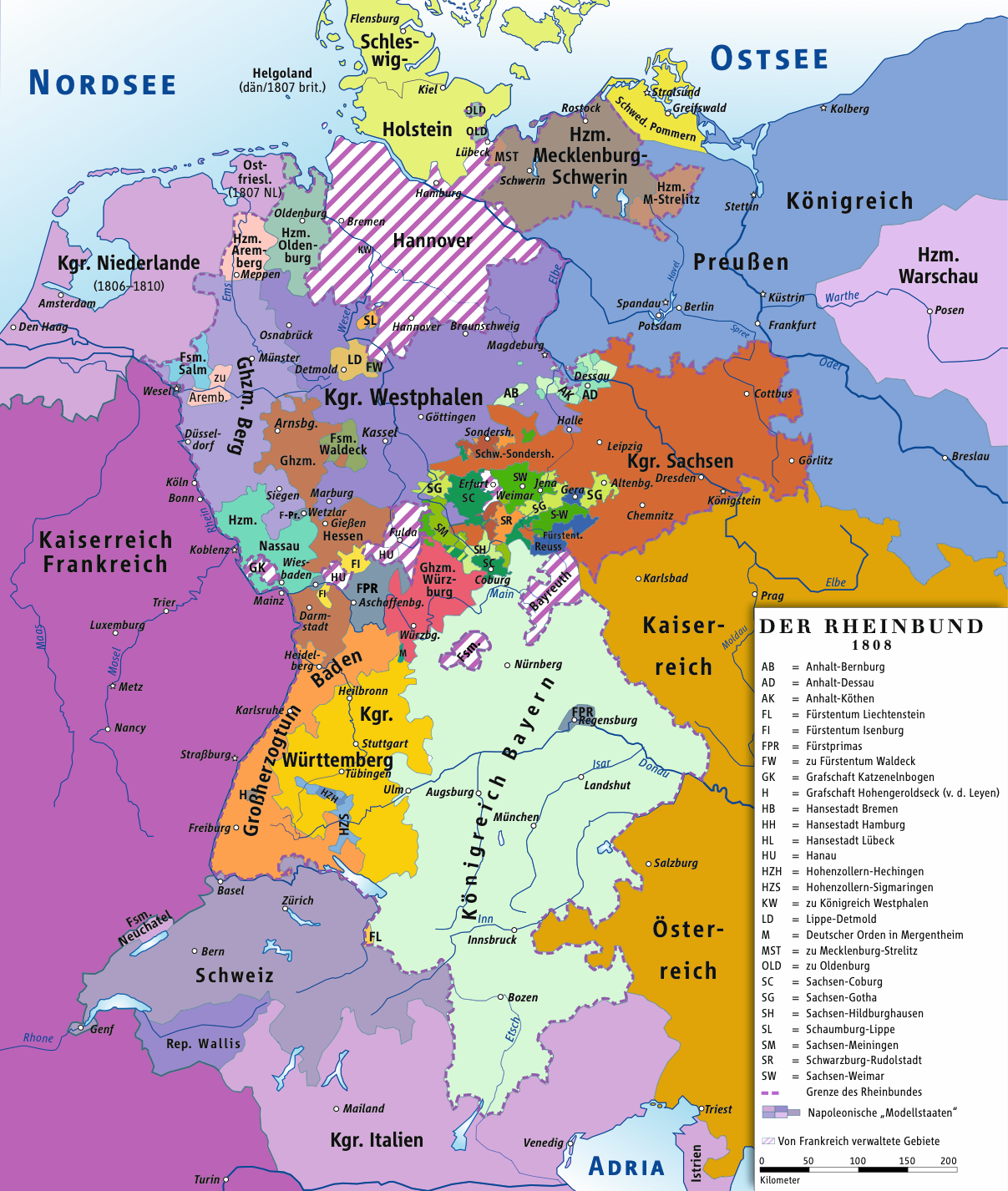
Königreich Westphalen im Rheinbund, 1808
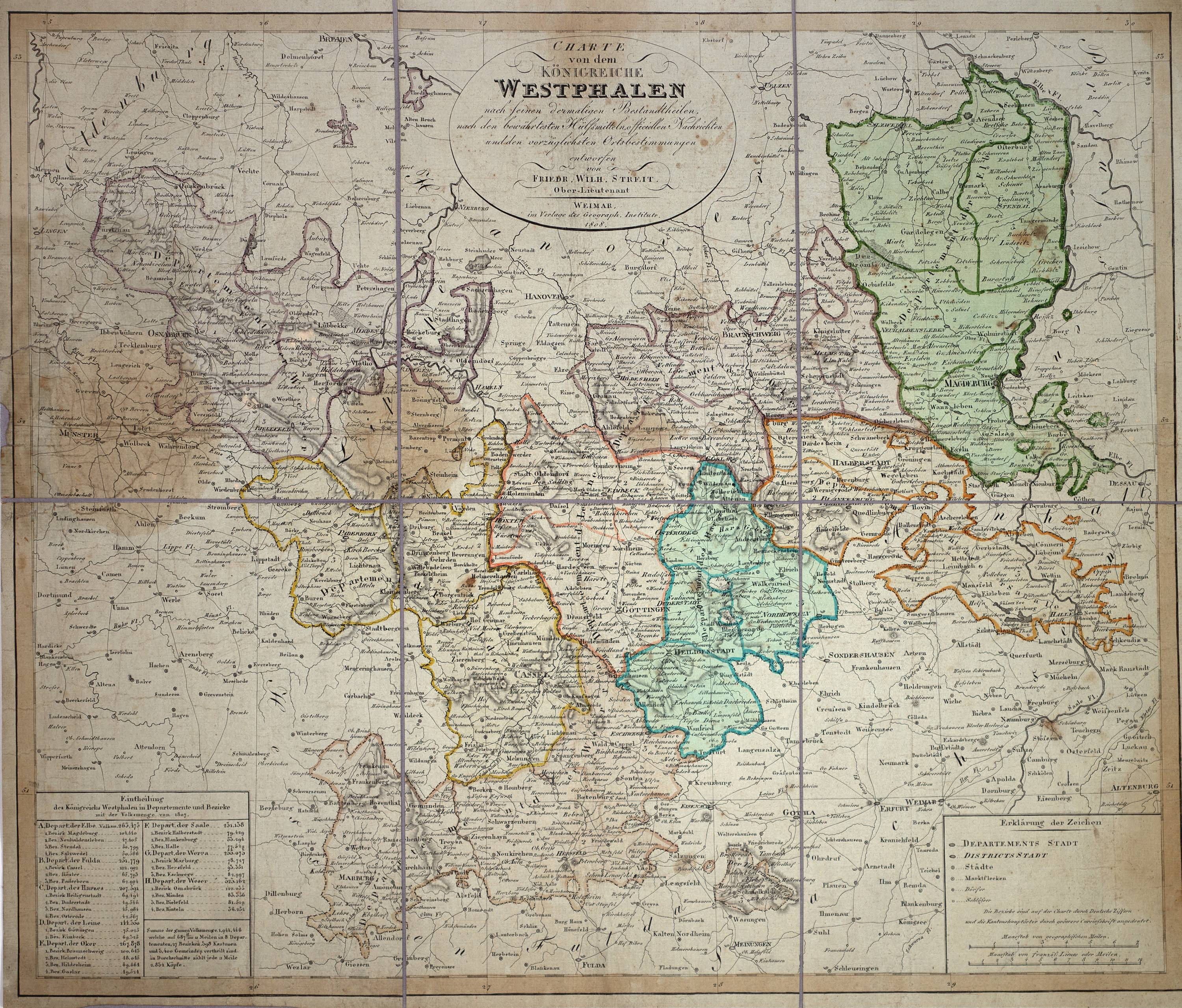
Königreich Westphalen 1808
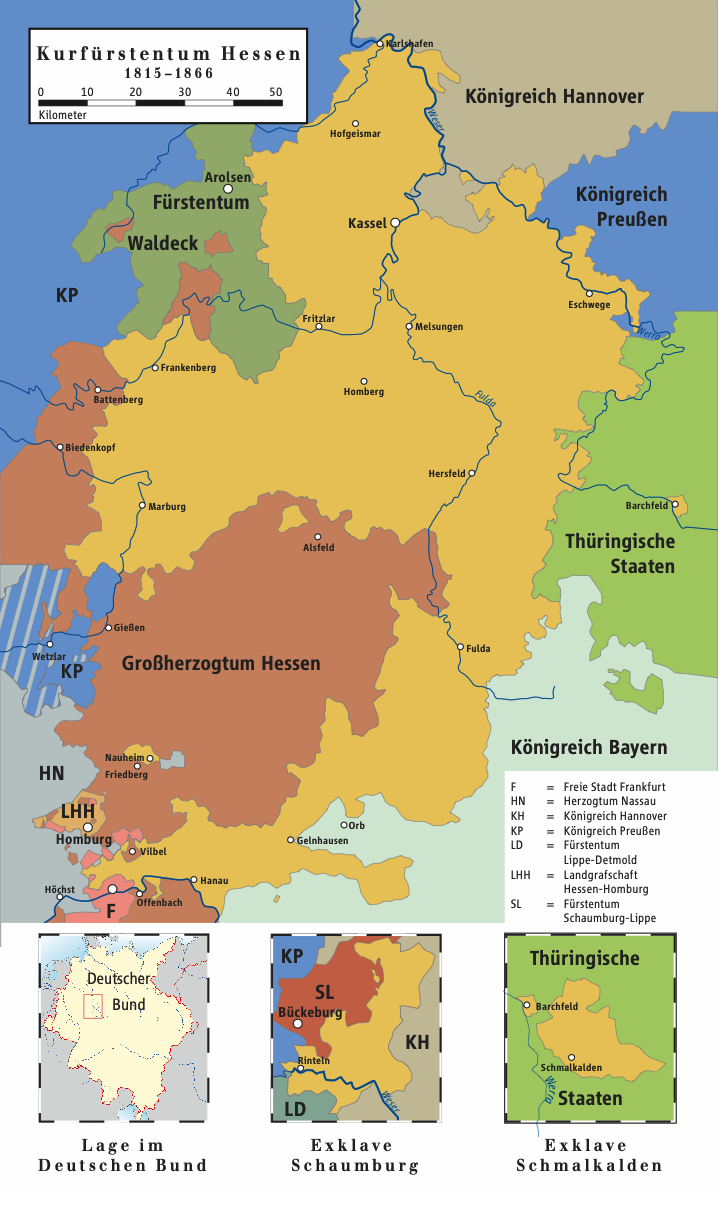
Kurhessen ab 1815
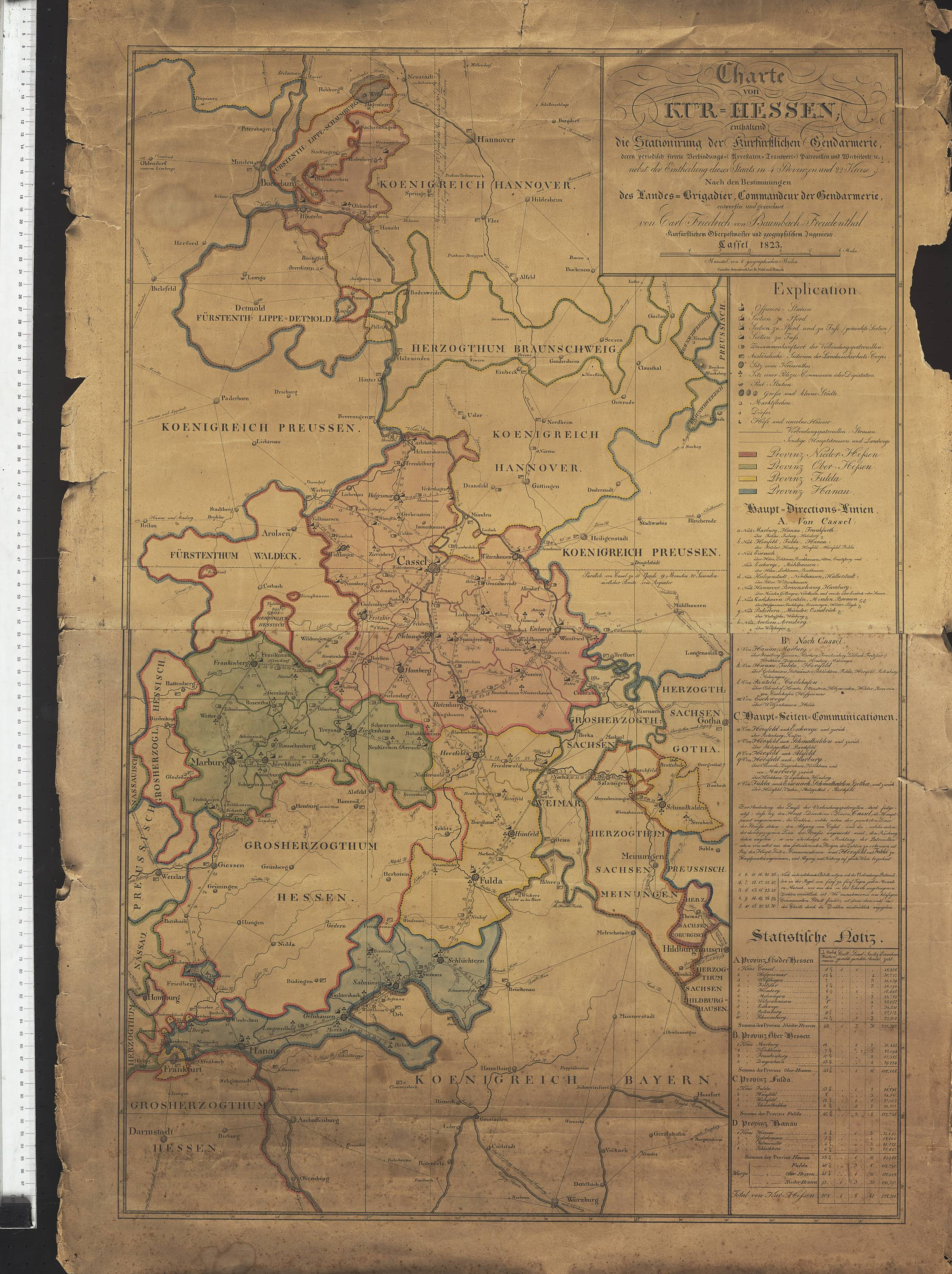
Kurhessen 1823

In den Jugendjahren Wagners gehörten Eschwege, Schmalkalden (als Exklave in thüringischem Gebiet), Allendorf, Netra und Marburg zur Landgrafschaft Hessen-Kassel. Halberstadt war preußisch, Heiligenstadt und Wahlhausen waren zunächst kurmainzisch und ab 1803 ebenfalls preußisch. Alle diese Orte gingen 1807 im Königreich Westphalen auf, zu dem während Wagners Studium auch Göttingen gehörte. Im Königreich Westphalen galt eine neue territoriale Einteilung und Gerichtsverfassung und es wurden auch die traditionellen Patrimonialgerichte aufgelöst, also die Gerichtsbarkeit der Grundherren (siehe Justizwesen im Königreich Westphalen). Ab 1813 wurden die früheren territorialen und juristischen Verhältnisse weitgehend wiederhergestellt, Hessen-Kassel (Kurhessen) wurde ab 1815 als Kurfürstentum Hessen bezeichnet. Wahlhausen lag, obwohl nur wenige Kilometer von Allendorf entfernt, auf preußischem Gebiet, sodass Wagner zeitweise gleichzeitig in Kurhessen und Preußen tätig war (Letzteres am wiederhergestellten hansteinschen Patrimonialgericht), was er sich denn auch von der Regierung in Kassel genehmigen lassen musste.

## Werk und Rezeption

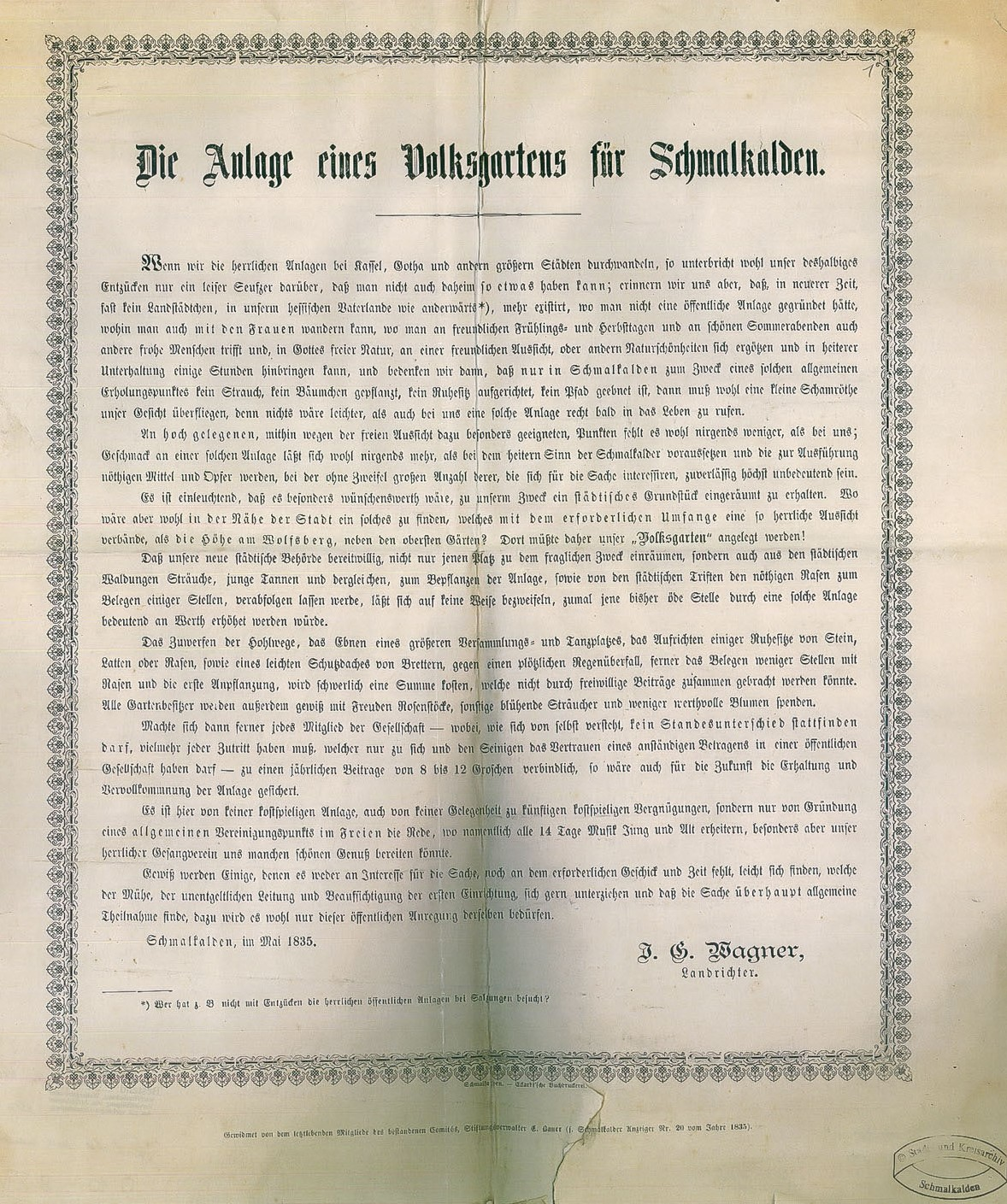
Öffentlicher Aufruf Wagners zur Anlage eines Volksgartens in Schmalkalden, Mai 1835

Wagners Werk über die Grundzüge der Gerichtsverfassung in Kurhessen entstand nach des Autors eigenem Bekunden „zur Präzisirung unseres ganz verderbten Untergerichtsprozesses“. Zu den „Untergerichten“ zählte Wagner die kurhessischen Landgerichte und Justizämter, im Unterschied zu den Obergerichten, die bei den meisten kleineren Streitigkeiten erst die zweite Instanz bildeten. Im Vorwort umriss der Autor seine Absicht: Er wolle in Anbetracht der sehr verstreuten Rechtsquellen und des Fehlens einer Zivilprozessordnung angehenden kurhessischen Juristen einen Leitfaden an die Hand geben. Bereits die erste Auflage erhielt in der Halleschen Allgemeinen Literatur-Zeitung eine wohlwollende Rezension: Der Autor habe die Aufgabe eines solchen „Handbuchs eines Particularrechts“ gut bewältigt, indem er sich auf die kurhessischen Besonderheiten beschränkt habe. Damit habe er „nicht nur den Richtern und Advocaten seines Landes, sondern auch den Gesetzforschern des Auslandes mit seiner Arbeit einen großen Dienst erwiesen“. Die aktualisierten Neuauflagen 1827, 1843 und 1859 nahmen jeweils die in der Zwischenzeit erfolgten Änderungen der Gerichtsverfassung, der Gesetzeslage und der Gerichtsentscheidungen in Kurhessen auf. Als Standardwerk für das kurhessische Recht fand es sich beispielsweise in der Bibliothek des Reichstags und des Reichsgerichts und wurde regelmäßig in Übersichtswerken über das deutsche Recht zitiert.
Der 1833 erschienene Nachtrag zu den Grundzügen der Gerichts-Verfassung zeichnet sich durch eine 82-seitige Vorrede aus, die detaillierte Reformvorschläge für die Gerichtsverfahren macht. Der Band erschien im Jahr seiner Wahl in die Ständeversammlung und er ließ ihn dieser auch zukommen. Friedrich Scheffer referierte dort den Inhalt des Werks, lobte die „beachtenswerten Bemerkungen“ und sprach dem Autor den Dank der Versammlung aus. Aufgrund dieser rechtswissenschaftlichen Schriften wurde Wagner dem Lager der kurhessischen Justizbeamten „mit Reformabsichten“ zugerechnet, dem auch Georg Wilhelm Kulenkamp in Allendorf und Karl Windemuth in Witzenhausen zugeordnet wurden, die ähnliche Schriften verfasst hatten.
Die landeshistorischen Arbeiten Wagners standen zunächst im Zusammenhang des Vereins für Hessische Geschichte und Landeskunde, dessen Mitglied er seit 1842 war. 1844 wurde er dort zum Hauptausschussmitglied und zum Sprecher des Bezirksvereins Schmalkalden gewählt. Der Bezirksverein Schmalkalden hat nur wenige Mitglieder umfasst, ein Großteil der auf Schmalkalden bezogenen Veröffentlichungen des Vereins stammt von Wagner. In seiner Stadtgeschichte von Schmalkalden (1849) brachte er nicht nur einen umfangreichen Dokumentenanhang und ein Idiotikon schmalkaldischer Wörter, sondern erwähnte auch seine eigenen Aktivitäten zur Begründung des dortigen Stadtparks bzw. „Volksgartens“. In den von Karl Heinrich Ludwig Pölitz begründeten und von Friedrich Bülau fortgeführten Neuen Jahrbüchern der Geschichte und Politik erschien noch 1849 eine sehr positive Rezension, die nicht nur die „Frucht gründlicher Studien, vertrauter Sachkenntnis und liebevoller Theilnahme für Land und Leute“ hervorhob, sondern auch einige Bemerkungen über den Verfasser brachte: Er sei entschieden „ein Mann der Neuzeit, wie sich in manchem politischen Urteil ausspricht“.
Ab 1851 schlief Wagners Produktion landeshistorischer Werke weitgehend ein. Erst im Ruhestand, mit über 70 Jahren, schrieb er noch eine Stadtgeschichte, diesmal von Allendorf an der Werra und der Saline Sooden. Adolf Reccius, der 1930 ebenfalls eine Geschichte Allendorfs vorlegte, meinte, Wagner habe über die ältere Zeit nichts wesentlich Neues gebracht, wohl aber neuere Beschreibungen einbringen und ergänzen können.
1863 veröffentlichte Wagner einen autobiografischen Rückblick in der Grundlage zu einer hessischen Gelehrten- und Schriftsteller-Geschichte, den der Historiker Stefan Brakensiek für seine Habilitationsschrift Fürstendiener – Staatsbeamte – Bürger. Amtsführung und Lebenswelt der Ortsbeamten in niederhessischen Kleinstädten (1750–1830) ausgewertet hat. Wagners Erinnerungen an seine Erziehung im Elternhaus ordnete Brakensiek als „karge Härterziehung“ ein, eine Pädagogik emotionaler Nähe und Zuwendung sei noch nicht zu erkennen. So schrieb Wagner: „Unser Frühstück bestand ausnahmslos, wenn wir nicht etwa Besuch hatten, in trockenem Brote […] Unsere sehr einfache Kleidung ward von den nie rastenden Händen der teuern Mutter angefertigt, wobei regelmäßig die jüngeren Brüder die verwachsenen Kleider der älteren nachzutragen hatten. Wir hatten nach damaliger Sitte unsere Eltern per ‚Sie‘ anzureden und denselben bei der ersten und letzten Begrüßung Morgens und Abends die Hände zu küssen.“ Brakensiek kommentierte, dies könne zwar auch, aufgrund des zeitlichen Abstands, auf die „Stilisierung einer guten, alten, spartanischen Zeit“ hinauslaufen, Selbstzeugnisse von Zeitgenossen legten jedoch nahe, dass ein solcher Umgang im Elternhaus die Regel gewesen sei.
Über seine Schulzeit in Schmalkalden schrieb Wagner: „Der Haselstock spielte eine Hauptrolle“, was Brakensiek als Hinweis darauf wertete, dass das aufklärerisch-philanthropische Schulreformprogramm des Landgrafen Friedrich II. keineswegs alle Gymnasien des Territoriums erfasst hatte. Am Prozess von Wagners Berufswahl wird gemäß Brakensiek erkennbar, dass bei allem von der Familie ausgeübten Konformitätsdruck doch auch die Berufswünsche des Sohnes eine Rolle spielten, jedenfalls in bestimmten historischen Situationen, wozu vor allem die „Zeit des gesellschaftlich-politischen Umbruchs nach 1800“ gehörte, die den Söhnen eine gewisse „Ellenbogenfreiheit“ ermöglichte, in diesem Fall das vorläufige Ende der alten Landgrafschaft Hessen und die Etablierung des Königreichs Westphalen.

## Wissensstand
Die umfangreichste Quelle zu Wagners Leben ist seine Autobiografie in der Grundlage zu einer hessischen Gelehrten- und Schriftsteller-Geschichte seit der Reformation bis auf die gegenwärtige Zeit, 1865 entstanden. Kurzbiografien finden sich in einem Nachruf des Vereins für Hessische Geschichte und Landeskunde und in Publikationen zu den hessischen Parlamentariern, ferner widmete ihm sein Urenkel Karl Wetz einen kurzen Lebenslauf und dokumentierte insbesondere die Einträge in Wagners Stammbuch sowie dem seiner Frau. Einige kurze Informationen über die Brüder sind in Gerhard Bätzings Pfarrergeschichte des Kirchenkreises Homberg niedergelegt. Über seine Anregung zum „Volksgarten“ in Schmalkalden berichteten die Schmalkalder Geschichtsblätter. Anhand amtlicher Dokumente lassen sich die beruflichen Stationen Wagners und sein kurzer Ausflug in die Politik bestätigen (etwa Hof- und Staats-Handbuch des Königreichs Westphalen, Kurfürstlich Hessisches Hof- und Staatshandbuch, Protokolle der Kurhessischen Ständeversammlung, 3. Landtag).

## Schriften

### Selbstständige Schriften
- Grundzüge der Gerichts-Verfassung und des processualischen Verfahrens bei den Untergerichten in Kurhessen. Marburg 1822. Digitalisat
  - Grundzüge der Gerichts-Verfassung und des untergerichtlichen Verfahrens, sowohl in streitigen Civil-Sachen, als bei den Handlungen der freiwilligen Gerichtsbarkeit, in Kurhessen. 2., vermehrte Auflage. Johann Christian Krieger, Marburg 1827. Digitalisat
  - 3., vermehrte und verbesserte Auflage. J. C. Krieger, Kassel 1843. Digitalisat
  - 4., umgearbeitete und vermehrte Auflage. Elwert, Marburg 1859. Digitalisat
- Nachtrag zu den Grundzügen der Gerichts-Verfassung und des untergerichtlichen Verfahrens in Kurhessen, nebst einer Erörterung der wesentlichsten Mängel und der vorzugsweise zu wünschenden Verbesserung derselben. Johann Christian Krieger, Kassel 1833. Digitalisat
- Geschichte der Stadt und Herrschaft Schmalkalden, nebst einer kurzen Uebersicht der Geschichte der ehemaligen gefürsteten Grafschaft Henneberg. Elwert, Marburg und Leipzig 1849. Digitalisat
- Geschichte der Stadt Allendorf an der Werra und der Saline Sooden. Akademische Buchdruckerei, Marburg 1865. Digitalisat

### Unselbstständige Schriften
- Beiträge zur Geschichte des Münzwesens in der Herrschaft Schmalkalden. In: Zeitschrift des Vereins für hessische Geschichte und Landeskunde, Bd. 4 (1847), S. 159–163. Digitalisat
- Beitrag zur Geschichte der Schiffbarmachung der Werra. In: Zeitschrift des Vereins für Hessische Geschichte und Landeskunde, Bd. 4 (1847), S. 163–164. Digitalisat
- Historische Beschreibung der in der Herrschaft Schmalkalden gelegenen Schlösser, beziehungsweise deren Ruinen. In: Zeitschrift des Vereins für hessische Geschichte und Landeskunde, Bd. 4 (1847), S. 238–260. Digitalisat
- Versuch einer Darstellung der historischen Entwickelung der Grundsätze über schriftliche Beurkundung von Rechtsverhältnissen, in specieller Beziehung zu Hessen. In: Zeitschrift des Vereins für hessische Geschichte und Landeskunde, Bd. 5 (1850), S. 13–29. Digitalisat.
- Die Sage von dem Ursprung der s. g. „Speck- und Brodstiftung“ zu Allendorf an der Werra. In: Zeitschrift des Vereins für hessische Geschichte und Landeskunde, Bd. 6 (1851), S. 99–101. Digitalisat
- Wagner, Johann George (Selbstbiographie). In: Grundlage zu einer hessischen Gelehrten- und Schriftsteller-Geschichte seit der Reformation bis auf die gegenwärtige Zeit. Besorgt von Friedrich Wilhelm Strieder und im Anschlusse an Dr. Karl Wilhelm Justi’s gleichnamige Fortsetzung weiter fortgesetzt von Otto Gerland. Band 20. August Freyschmidt, Kassel 1863, S. 141–152. Digitalisat